# 山梨県立甲府支援学校
山梨県立甲府支援学校（やまなしけんりつ こうふしえんがっこう）は、山梨県甲府市下飯田に所在する、肢体不自由児を対象とした特別支援学校であり、小学部・中学部・高等部を設置している。
また、国立病院機構甲府病院に入院している生徒や家庭療養中の生徒に対して、訪問学級を設置している。

## 概要

### 通学方法
通学支援としてスクールバスを運行しているほか、通学が困難な生徒を対象に、約20名が入舎可能な寄宿舎も設置されている。

### 給食
給食は、初期食・中期食・後期食・普通食を提供しているほか、アレルギー除去食にも対応している。

### 学校間交流
甲府市立池田小学校、甲府市立新田小学校、甲斐市立敷島中学校、山梨県立甲府城西高等学校と交流学習を実施している。

### 訪問教育
在宅および病院における訪問授業は、年間35週以上実施される。
在宅の小学部児童には、週8単位時間（1単位時間45分換算）として、1回120分・週3回または1回90分・週4回を標準とする。中学部および高等部の生徒には、週8単位時間（1単位時間50分換算）として、1回100分・週4回を標準とする。
甲府病院内の児童生徒には、週8単位時間（1単位時間45分換算）として、1回90分・週4回の授業が実施される。

## 通学区域
小・中学部
- 甲府市、山梨市、甲斐市、笛吹市、甲州市、中央市、中巨摩郡

高等部
- 甲府市、山梨市、甲斐市、笛吹市、甲州市、中央市、中巨摩郡、西八代郡、南巨摩郡

## 沿革
- 1959年（昭和34年）
  - 1月25日 - 甲府市羽黒町1255に山梨県立あけぼの学園（児童福祉法による肢体不自由児療育施設、医療と教育併行）が発足。甲府市教委より教員2名派遣[5]。
  - 4月1日 - 甲府市立北新小より3名、市立北中より2名派遣され、小1～2、3～4、5～6の複式学級、中1～3の複々式学級を編制し、北中および北新小の分教室を開設。
- 1960年（昭和35年）
  - 4月1日 - 小1～2、3～4の複式、5・6単式および中1～2複式、3単式学級編制。教員7名となる。病床は100床に増床。中教審答申により、県立養護学校設置運動に着手。
- 1961年（昭和36年）
  - 4月1日 - 小中ともに複式学級解消。
- 1962年（昭和37年）
  - 2月 - 学校設置予算通過。ただし着工はされず。
  - 11月20日 - 甲府市下飯田の現在地に校地（5,544㎡）を買収。
- 1963年（昭和38年）
  - 4月1日 - 山梨県立養護学校を開校。甲府市下飯田町975県立盲学校内に小1～2、3～4、5～6の複式学級発足。あけぼの学園内の北中・北新小の分教室を山梨県立養護学校あけぼの分校と称す。この間、第1期工事着工。
  - 12月2日 - 甲府市下飯田町1010の現在地に本館（851.4㎡）が完成。盲学校敷地内より移転。この日を創立記念日と定める。
- 1964年（昭和39年）
  - 4月1日 - 中学部発足。
  - 6月16日 - 機能訓練室（216㎡）完成。
  - 9月24日 - 寄宿舎（716.1㎡）完成および開舎。
- 1965年（昭和40年）
  - 1月13日 - スクールバス購入。
  - 2月24日 - 増築教室完成。高等部設置運動開始。
- 1966年（昭和41年）
  - 2月1日 - 竣工式・校旗樹立式、校歌制定式および発表会挙行。
- 1967年（昭和42年）
  - 2月16日 - 運動場用地（3,960㎡）買収。
  - 3月31日 - 中学部第1回生卒業。
  - 4月1日 - 高等部設置、第1学年発足（建築関係は6月県議会に予算提出）。
  - 10月25日 - 高等部校舎着工。
- 1968年（昭和43年）
  - 10月18日 - 関東甲信越地区肢体不自由教育研究協議会を本校で開催。
  - 10月22日 - 創立5周年記念、新校舎落成記念式典を挙行。
- 1969年（昭和44年）
  - 10月26日 - 新運動場竣工。
  - 12月11日 - 寄宿舎用地買収。
- 1970年（昭和45年）
  - 3月31日 - 高等部第1回生卒業。
- 1972年（昭和47年）
  - 4月1日 - 県立中央病院内に病弱学級を設置。中央病院分校として教員2名、児童10名で発足。
- 1973年（昭和48年）
  - 3月25日 - 寄宿舎4室増築および寮母室・食堂の増改築完成。
  - 9月25日 - 校地（792㎡）買収。
  - 11月13日 - 創立10周年記念式典挙行。
- 1974年（昭和49年）
  - 4月1日 - あけぼの分校が山梨県立あけぼの養護学校として韮崎市に分離独立。
- 1975年（昭和50年）
  - 4月1日 - 校名を山梨県立甲府養護学校に変更。
  - 8月22日 - 全国肢体不自由養護学校PTA連合会総会・研究大会山梨大会を開催（本校が幹事校）。
  - 11月23日 - シンボルタワー除幕式。同窓会10周年記念式典挙行。
- 1978年（昭和53年）
  - 4月1日 - 昭和53・54年度文部省特殊教育教育課程研究指定校となる。
- 1979年（昭和54年）
  - 4月1日 - 養護学校義務制施行。訪問教育開始。
  - 11月2日 - 全国公開研究発表会実施。
- 1981年（昭和56年）
  - 8月7日 - 校地（2,427㎡）買収。
- 1983年（昭和58年）
  - 3月31日 - 屋内運動場（851㎡）および養護・訓練棟（1,060㎡）完成。
- 1984年（昭和59年）
  - 4月1日 - 中央病院分校は山梨県立富士見養護学校として分離独立。
  - 7月31日 - 管理棟（南館1,901.41㎡）完成。
  - 11月10日 - 創立20周年・校舎落成記念式典挙行。
- 1986年（昭和61年）
  - 4月1日 - 文部省心身障害児適正就学推進研究指定校となる。
- 1988年（昭和63年）
  - 1月31日 - 寄宿舎第1期改築工事完成。
- 1989年（平成元年）
  - 3月31日 - 寄宿舎第2期改築工事完成。
  - 4月1日 - 新田小学校、敷島中学校、機山工業高等学校、盲学校との交流教育開始。
- 1990年（平成2年）
  - 3月31日 - 寄宿舎第3期改築工事完成。
  - 11月21日～22日 - 関東甲越地区肢体不自由教育研究協議会山梨大会を開催（本校が幹事校）。
- 1991年（平成3年）
  - 3月31日 - プール落成。盲学校との交流教育終了。
- 1992年（平成4年）
  - 7月26日～27日 - 関東甲越地区肢体不自由養護学校PTA連合会総会及びPTA・校長会合同研究協議会山梨大会を開催（本校が幹事校）。
  - 12月24日 - 制服改定（男女）。
- 1993年（平成5年）
  - 4月1日 - 池田小学校との交流教育開始。
  - 9月6日 - 文化交流会館起工式挙行。
- 1994年（平成6年）
  - 3月23日 - 創立30周年記念式典及び文化交流会館竣工式挙行。
  - 4月1日 - 富士吉田分校設置。
- 1995年（平成7年）
  - 4月1日 - 7・8年度文部省学校週5日制研究推進指定校。
- 1996年（平成8年）
  - 4月1日 - 富士吉田分校は山梨県立ふじざくら養護学校として、南都留郡河口湖町船津6663-1に分離独立。
- 1997年（平成9年）
  - 6月25日 - 9年度県立学校コミュニティ・セミナー「合唱講座」開設。
- 1998年（平成10年）
  - 4月1日 - 高等部訪問教育の試行開始。
- 1999年（平成11年）
  - 5月1日 - ホームページ開設。
  - 10月21日～22日 - 関東甲越地区肢体不自由教育研究協議会山梨大会を開催（本校が幹事校）。
- 2000年（平成12年）
  - 4月1日 - 高等部訪問教育の完全実施。
- 2001年（平成13年）
  - 4月1日 - 制服改定（男女）。学校評議委員会設置。
- 2002年（平成14年）
  - 4月1日 - 学校目標制定。学校教育目標改定。スクールバス購入、2台での運行開始。医療的ケア支援体制モデル校実践的調査研究事業指定校。
- 2004年（平成16年）
  - 7月27日 - 寄宿舎解体工事着手。
  - 10月8日 - 創立40周年記念式典挙行。
- 2005年（平成17年）
  - 8月21日 - 寄宿舎・食堂（ひびき館）竣工。
- 2006年（平成18年）
  - 5月29日 - 北館・中館解体工事着手。
  - 11月 - 南館・養訓棟外壁塗装着手。
- 2007年（平成19年）
  - 2月28日 - 南館・養訓棟外壁塗装完成。
  - 4月1日 - 「甲府支援学校」に校名変更。
  - 7月30日 - 北館・中館新校舎竣工。
  - 10月11日～12日 - 関東甲越地区肢体不自由教育研究協議会山梨大会を開催（あけぼの支援学校が主管校）。
- 2008年（平成20年）
  - 3月15日 - 外構工事完成。
- 2010年（平成22年）
  - 7月25日～26日 - 関東甲越地区肢体不自由特別支援学校PTA連合会総会及びPTA・校長会合同研究協議会山梨大会を開催（本校が主管校）。
- 2012年（平成24年）
  - 1月21日 - 山梨県教育委員会より「学校給食優良校」の表彰を受ける。
- 2013年（平成25年）
  - 10月17日～18日 - 関東甲越地区肢体不自由教育研究協議会山梨大会を開催（あけぼの支援学校が主管校）。
- 2014年（平成26年）
  - 10月11日 - 創立50周年記念式典挙行。
  - 12月11日 - 創立50周年記念音楽会開催。
- 2015年（平成27年）
  - 1月8日 - スクールバス3台での運行開始。
- 2017年（平成29年）
  - 3月27日 - 点字ブロック敷設工事完成。
  - 9月4日 - 多目的トイレ設置工事完成。
- 2018年（平成30年）
  - 3月12日 - 防災倉庫設置。
  - 3月16日 - プール伸縮屋根張替工事完成。
- 2019年（令和元年）
  - 7月28日～29日 - 第55回関東甲越地区肢体不自由特別支援学校PTA連合会総会及びPTA・校長会合同研究協議会山梨大会を開催（あけぼの支援学校が主管校）。
  - 11月20日 - 甲府支援学校公開研究会を開催。
- 2020年（令和2年）
  - 7月31日 - ふれあいホール手洗い洗面台設置工事完成。
- 2022年（令和4年）
  - 2月10日 - 南館トイレ改修工事完成。

## 歴代校長
| 代 | 氏名        | 就任年月日   |
| -- | ----------- | ------------ |
| 1  | 石川 武     | 1963年4月1日 |
| 2  | 佐々木 勇   | 1965年4月1日 |
| 3  | 舟久保 喜蔵 | 1967年4月1日 |
| 4  | 長沢 富三   | 1971年4月1日 |
| 5  | 狩野 敏男   | 1974年4月1日 |
| 6  | 曽谷 尚郎   | 1977年4月1日 |
| 7  | 石川 甚二   | 1980年4月1日 |
| 8  | 富田 佳行   | 1983年4月1日 |
| 9  | 平賀 三郎   | 1984年4月1日 |
| 10 | 遠藤 文康   | 1986年4月1日 |
| 11 | 鈴木 巌     | 1989年4月1日 |
| 12 | 小林 史朗   | 1991年4月1日 |
| 13 | 祢津 忠春   | 1993年4月1日 |
| 14 | 沼上 順治   | 1995年4月1日 |
| 15 | 依田 公彦   | 1998年4月1日 |
| 16 | 千野 恒朗   | 2000年4月1日 |
| 17 | 望月 秀     | 2002年4月1日 |
| 18 | 大沢 正     | 2004年4月1日 |
| 19 | 保坂 満     | 2006年4月1日 |
| 20 | 橘田 雅春   | 2009年4月1日 |
| 21 | 河野 一郎   | 2011年4月1日 |
| 22 | 井戸 和美   | 2014年4月1日 |
| 23 | 山本 剛     | 2017年4月1日 |
| 24 | 佐田 弘和   | 2021年4月1日 |
| 25 | 小田切 一博 | 2023年4月1日 |

## 所在地
〒400-0064　山梨県甲府市下飯田2-10-3

## 周辺施設
- 山梨県立盲学校
- 甲府西幼稚園

## アクセス

### 電車
- JR東日本・中央本線「甲府駅」下車
- JR東海・身延線「甲府駅」下車

### バス
- 甲府駅バスターミナル「4番のりば」より山梨交通バスに乗車し、「長松寺町」バス停下車、徒歩約8分
- 主な路線
  - 長塚行き（83番）
  - 長塚経由敷島営業所行き（57番、76番、90番、98番）
  - 長塚経由双葉ニュータウン行き（25番）

### 車
- 中央自動車道「甲府昭和インターチェンジ」を竜王方面に降り、アルプス通りを北進し、「甲府西高入り口」交差点または「新荒川橋西詰め」交差点を左折